# إصلاح الصمام التاجي
إصلاح الصمام التاجي (بالإنجليزية: Mitral valve repair)‏ هو إجراء عملية جراحية للقلب الذي يقوم به جراحو القلب لعلاج تضيق أو قصور الصمام التاجي، الصمام التاجي هو «صمام التدفق» للجانب الأيسر من القلب، يتدفق الدم من الرئتين، حيث يلتقط الأكسجين من خلال الأوردة الرئوية، إلى الأذين الأيسر للقلب، بعد امتلاء الأذين الأيسر بالدم، يسمح الصمام التاجي بالدم بالتدفق من الأذين الأيسر إلى حجرة الضخ الرئيسية للقلب والتي تسمى البطين الأيسر، ثم يغلق لمنع تسرب الدم مرة أخرى إلى الأذين الأيسر أو الرئتين عند انقباض البطين (الضغط) لدفع الدم للخارج، يحتوي على اثنين من الانطواء أو الوريقات، والمعروفة باسم أشرفة تاجية(بالإنجليزية: cusps)‏.
تتضمن تقنيات إصلاح الصمام التاجي إدخال وإضافة حلقة حول الصمام وتسمى بحلقة رأب الصمام (بالإنجليزية: Mitral valve annuloplasty)‏، لدعم ومساعدة الأشرفة ان تتصل مع بعضها، وبالتالي إعادة بناء وظيفة الصمام التاجي، إزالة الأجزاء الزائدة والرخوة من الأشرفة التي لا يمكن الاستفادة منها وتسمى بإستئصال رباعي الزوايا (بالإنجليزية: quadrangular resection)‏، وإعادة توصيل الأشرفة باستخدام الحبال الاصطناعية تسمى خيوط غور تكس (بالإنجليزية: Gore-Tex)‏.
عادة تتطلب الإجراءات على الصمام التاجي بضع القص الناصف، لكن التقدم في الأساليب الجراحية في عدم اختراق الجسم، مثل تنظير البطن (بالإنجليزية: Laparoscopy)‏، يسمح بإجراء عملية جراحية دون استئصال القص ولكن تسبب الألم والندبة، تعد جراحة الصمام التاجي التوغلي، والتي تخترق الجسم والتي تحتاج بضع القص (بالإنجليزية: Minimally invasive cardiac surgery)‏أكثر تطلبًا تقنيًا وقد تتضمن على مخاطر أعلى.
في بعض الأحيان، يكون الصمام التاجي غير طبيعي من الولادة (خلقي)، في كثير من الأحيان يصبح الصمام التاجي غير طبيعي مع تقدم العمر (تنكسي) أو نتيجة للحمى الروماتيزمية، في حالات نادرة، يمكن تهميش وتحطيم الصمام التاجي عن طريق العدوى أو التهاب الشغاف البكتيري، قد يحدث القصورالتاجي أيضًا نتيجة لمرض القلب الإقفاري (مرض الشريان التاجي) أو أمراض القلب غير الإقفارية (اعتلال عضلة القلب التوسعي).

## التاريخ
في عام 1923، أجرى الدكتور إليوت كاتلر من مستشفى بيتر بنت بريجهام، وكانت أول جراحة ناجحة في صمام القلب في العالم وهي إصلاح الصمام التاجي، كان المريض فتاة تبلغ من العمر 12 عامًا مصابًا بتضيق الصمام التاجي الروماتويدي.
لقد مهد تطوير آلة القلب والرئة في الخمسينيات الطريق لاستبدال الصمام التاجي بصمام اصطناعي في الستينيات، بعد عشر سنوات، كان استبدال الصمام التاجي هو الخيار الجراحي الوحيد للمرضى الذين يعانون من أمراض الصمام التاجي، ومع ذلك، هناك بعض الجوانب السلبية الكبيرة في الصمام التاجي الاصطناعي، يمكن أن تحدث عدوي إصابة الصمام، وهو أمر خطير ويصعب علاجه، يتعين على المرضى الذين يمتلكون من صمامات القلب الاصطناعية أخذ مخففات ومميعات الدم على طول حياتهم لكي لا تحدث الخثرة، مما يعرضهم لخطر حدوث مضاعفات النزيف، صمام القلب التاجي الاصطناعي لديه فرصة كبير لإحداث السكتة الدماغية، وبالتالي يجب على المرضى الذين يملكون صمام القلب الصناعي والذين يستخدمون الوارفارين لمنع تخثر الدم أن يكونوا في فترة طويلة من العلاج المضاد للتخثر، هذا يعني أنه يجب عليهم الذهاب إلى العيادة وإجراء سحب دم مخبري، عادةً مرة واحدة شهريًا ولكن بشكل متكرر إذا كان المستوى يحتاج إلى مراقبة دقيقة حتى يكون في النطاق العلاجي، النطاق العلاجي لمعظم البالغين مع صمام اصطناعي هو زمن البروثرومبين من 2.5-3.5، وأخيرًا، سوف تتلاشى صمامات الأنسجة الاصطناعية ما بين 10 و 15 عامًا، مما يتطلب إجراء مزيد من الجراحة في سن متقدم.
في العقدين الماضيين أي قبل 20 سنة، تبنى بعض جراحين التقنيات الجراحية لإصلاح الصمام الأصلي التالف، بدلاً من استبداله، هذه التقنيات كانت رائدة لأول مرة من قبل جراح القلب الفرنسي، الدكتور آلان كاربنتير، عمليات الإصلاح لا تزال تتضن عمليات القلب الرئيسية، لكن بالنسبة للعديد من المرضى فإنها تقدم ميزة كبيرة تتمثل في تجنب موانع التخثر وقد توفر نتيجة أكثر ديمومة ومتانة، ليست كل الصمامات التالفة مناسبة للإصلاح؛ في بعض الحالات، تكون حالة مرض الصمام متقدمة للغاية والاستبدال ضروري، في كثير من الأحيان، يجب أن يقرر الجراح أثناء العملية نفسها ما إذا كان الإصلاح أو الاستبدال هو أفضل مسار للعمل. بالنسبة للمرضى الذين يعانون من النوع الأكثر شيوعًا من مرض الصمام التاجي، والذي يسمى مرض الصمام التاجي «التنكسي» أو «الورم المخاطي»، تكون معدلات الإصلاح مرتفعة للغاية ومتانة طويلة الأجل.
كان هناك نقاش كبير حول توقيت الجراحة في المرضى الذين يعانون من القصور التاجي بدون أعراض، النهج الجراحي التقليدي لإصلاح الصمام التاجي هو بضع القص الناصف الكامل أو الجزئي، حيث يقوم الجراح باختراق عظمة القص (بالإنجليزية: breastbone)‏ في مركز الصدر للوصول إلى القلب. هناك خيارات في الجراحة التوغلية (الوصول إلى المنافذ) متاحة لأول مرة ورائدة من قِبل هوغو فانرمان في بلجيكا، لا يقتضي النهج الأقل توغلاً في قطع عظمة الصدر، بل يستخدم بدلاً من ذلك شقوق متعددة في جانب الصدر والساق، جراحو القلب غير متفقون على المزايا النسبية لبضع القص مقابل النهج الجراحي التوغلي، الإجراء الجراحي التوغلي يمكن أن ينتج عنه ندبة أقل بروزًا، وهو مفيد للمرضى الذين يعانون من السمنة المفرطة، وقد يسمح للمريض بالعودة إلى نشاطه الطبيعي في أسرع وقت ممكن من بضع القص. لكن بعض جراحي القلب يجادلون بأنه ما لم يتم إجراءها من قبل مراكز القلب الأكثر خبرة، فإن الجراحة الأقل توغلية يمكن أن تنطوي على وقت أطول على آلة القلب والرئة، ومعدل إصلاح أقل، وخطر أعلى للسكتة الدماغية (رغم أنها لا تزال منخفضة). قال أحد أستاذي جراحة القلب، «أعتقد أن المنفعة الوحيدة تتمثل في كون الفكر للمريض والفائدة هي التسويق وتنمية ممارساتنا لأنفسنا لأنها طريقة جيدة لتنمية ممارسة الفرد».
كما تستخدم عمليات إصلاح الصمام التاجي الروبوتية في جميع أنحاء الولايات المتحدة.
في سنة 2000، كانت هناك عدة تجارب لإستراتيجية أحدث لإصلاح الصمام التاجي التي لا تتطلب جراحة القلب، من خلال قسطرة يتم إدخالها في الفخذ، يتم قص أرشفة الصمامات معًا، هذه التقنية إصلاح الصمام التاجي عن طريق الجلد، متوفرة في أوروبا ولكنها لا تزال في التجارب السريرية في الولايات المتحدة، إنها تقنية متخصصة للغاية متوفرة فقط في مستشفيات مختارة، تشير نتائج التجربة المبكرة إلى أنه قد يكون نهجًا مفيدًا للمرضى المعرضين لخطر كبير من الجراحة المألوفة.
في وقت مبكر من كانون الثاني / يناير 2000، قام فريق من الأطباء في «معهد القلب والأوعية الدموية القلب» في لاهافانا، قامت كوبا بإجراء إصلاحات أو استبدال صمام القلب التاجي النابض، تعتبر تقنية استبدال الصمام التاجي للقلب النابض آمنة مثل تقنية القلب الموقوف، وهي البديل الموصى به لتقنية القلب الموقوفة، يشبه القياس بين الطريقتين تثبيت أو استبدال صمام صنبور المطبخ المتسرب مع أو بدون تدفق مياه المنزل، على التوالي.